# Crypturellus
Crypturellus is een geslacht uit de vogelfamilie Tinamoes en bestaat uit 21 soorten.

## Soorten
- Crypturellus atrocapillus  –  Zwartkoptinamoe
- Crypturellus bartletti  –  Bartletts tinamoe
- Crypturellus berlepschi  –  Berlepsch' tinamoe
- Crypturellus boucardi  –  Grijsborsttinamoe
- Crypturellus brevirostris  –  Rosse tinamoe
- Crypturellus casiquiare  –  Gebandeerde tinamoe
- Crypturellus cinereus  –  Grauwe tinamoe
- Crypturellus cinnamomeus  –  Struiktinamoe
- Crypturellus duidae  –  Grijspoottinamoe
- Crypturellus erythropus  –  Roodpoottinamoe
- Crypturellus kerriae  –  Chocótinamoe
- Crypturellus noctivagus  –  Geelpoottinamoe
- Crypturellus obsoletus  –  Bruine tinamoe
- Crypturellus parvirostris  –  Kortsnaveltinamoe
- Crypturellus ptaritepui  –  Tepui-tinamoe
- Crypturellus soui  –  Kleine tinamoe
- Crypturellus strigulosus  –  Braziliaanse tinamoe
- Crypturellus tataupa  –  Tataupatinamoe
- Crypturellus transfasciatus  –  Wenkbrauwtinamoe
- Crypturellus undulatus  –  Marmertinamoe
- Crypturellus variegatus  –  Bonte tinamoe